# Cyclops cyprinaceus
Cyclops cyprinaceus is een eenoogkreeftjessoort uit de familie van de Cyclopidae. De wetenschappelijke naam van de soort is voor het eerst geldig gepubliceerd in 1789 door Shaw.